# Thamnodynastes
Thamnodynastes — рід змій родини полозових (Colubridae). Представники цього роду мешкають в Південній Америці.

## Види
Рід Thamnodynastes нараховує 4 види:
- Thamnodynastes longicauda Franco, Ferreira, Marques & Sazima, 2003
- Thamnodynastes pallidus (Linnaeus, 1758)
- Thamnodynastes sertanejo Bailey, Thomas, & Da Silva, 2005
- Thamnodynastes silvai Trevine, Caicedo-Portilla, Hoogmoed, Thomas, Franco, Montingelli, Osorno-Munoz, & Zaher, 2021

## Етимологія
Наукова назва роду Thamnodynastes походить від сполучення слів дав.-гр. θαμνος — кущ і δυναστης — правитель. 